# Dumitru Graur
Dumitru Graur (n. 30 mai 1947, București) este un ziarist român, comentator sportiv la televiziune și radio. A lucrat la TVR, Antena 1 și Prima TV. În prezent este președinte al Asociației Presei Sportive, ales din martie 2011. Este fiul savantului român de origine evreiască Alexandru Graur.

## Biografie
A absolvit Liceul „Mihail Sadoveanu” din București în 1966 și în 1971 Institutul de Educație Fizică și Sport din București (IEFS), specializarea fotbal și antrenor categoria a III-a.
A fost angajatul cotidianului Sportul, unde a scris mai multe cronici despre fotbalul românesc, urmând ca în perioada 1973-1984 să lucreze ca redactor al ziarului Flacăra. Între anii 1984-1997 a lucrat la TVR ca redactor șef ca și comentator sportiv, unde a pus bazele mai multor emisiuni sportive precum Sport Magazin, Puls 180, Repriza a III-a, Sport Club sau Nocturna Sportivă. În 1997 lucrează pentru Prima TV, iar în 1999 pentru Antena 1. Începând cu anul 2001 și până în 2003 ocupă funcția de director al Gazetei Sporturilor și al diviziei Sport din cadrul trustului Intact. În 2005 a devenit producător TV independent, fondând „Agenția de Publicitate Sportivă și Marketing Balkan Football SRL”, prin care a creat emisiunea Parfum de glorie. Este realizatorul filmului biografico-documentar intitulat Il Luce, care descrie viața antrenorului Mircea Lucescu, film difuzat de postul de televiziune Dolce Sport în anul 2012. Este directorul revistei lunare „Sport în România”, unica revistă „de cultură și educație sportivă” din țară, editată prin Asociația Presei Sportive din România.

## Premii
- Premiul „Sebastian Domozină” (2001) - pentru cel mai bun gazetar sportiv al anului (CSJ)
- Premiul „Ioan Chirilă” (2001) pentru presă scrisă - premiul special pentru emisiunea „Ora lui Graur” realizată pentru Radio București (2002)
- Premiul APTR 2008 pentru cea mai bună emisiune sportivă a anului - „Parfum de glorie”.